# Maka et Laminoir de Henne
De Maka et Laminoir de Henne is een voormalige watermolen op de Vesder, gelegen in het tot de Belgische gemeente Chaudfontaine behorende dorp Vaux-sous-Chèvremont, gelegen aan de Rue Emile Vandervelde 2.
Deze onderslagmolen diende als energiebron voor een ijzergieterij.

## Geschiedenis
In 1620 werd aan Pierre Curtius, die heer was van Tilleur, toestemming verleend om aan de Vesder een aantal fabrieken in te richten. Het was Lambert de Polleur die in 1631 een spijkersmederij stichtte, terwijl er ook een korenmolen bestond. In 1812 kreeg de toenmalige eigenaar, André Grisard, toestemming om naast de spijkersmederij een walserij in te richten. In 1832 was er sprake van een gebouw, voorzien van een schoorsteen, waarin zich twee smidsvuren, twee smeedhamers en twee blaasbalgen bevonden. Als er te weinig water was stond de fabriek stil.
Begin 20e eeuw kwam een einde aan dit bedrijf. Spijkers werden tot 1941 nog vervaardigd, waarna een houtzagerij in de molen kwam. In 1969 kwam ook hieraan een einde en werd het molenhuis gebruikt als opslagplaats. Het vervallen gebouw, waaruit zowel het molenrad als het binnenwerk was verwijderd, werd in 1974 aangekocht door de gemeente Vaux, waarna het nog enkele jaren als cultureel centrum werd gebruikt om vervolgens weer verkocht te worden aan een particulier, die het als woonhuis ging benutten.